# San Silverio
San Silverio är en ort i Mexiko.   Den ligger i kommunen Felipe Carrillo Puerto och delstaten Quintana Roo, i den östra delen av landet, 1 200 km öster om huvudstaden Mexico City. San Silverio ligger 23 meter över havet och antalet invånare är 582.
Terrängen runt San Silverio är mycket platt.  Trakten runt San Silverio är nära nog obefolkad, med mindre än två invånare per kvadratkilometer. Närmaste större samhälle är Chanchen Primero, 8,5 km nordost om San Silverio. I omgivningarna runt San Silverio växer i huvudsak städsegrön lövskog.